# 普勒坦-伊尼
普勒坦-伊尼（法語：Preutin-Higny，法語發音：[pʁøtɛ̃ iɲi]）是法国默尔特-摩泽尔省的一个市镇，属于布里埃区。该市镇于1810年由原市镇普勒坦（Preutin）和伊尼（Higny）合并而成。

## 地理
普勒坦-伊尼（49°20'40"N, 5°47'29"E）面积7.02 平方千米，位于法国大東部大區默尔特-摩泽尔省，该省份为法国东北部内陆省份，是洛林的一部分，北邻比利时、卢森堡，北起顺时针与摩泽尔省、下莱茵省、孚日省和默兹省接壤。
与普勒坦-伊尼接壤的市镇（或旧市镇、城区）包括：栋普里、朗德尔、上梅尔西、米尔维尔、克西夫里-锡尔库尔。
普勒坦-伊尼的时区为UTC+01:00、UTC+02:00（夏令时）。

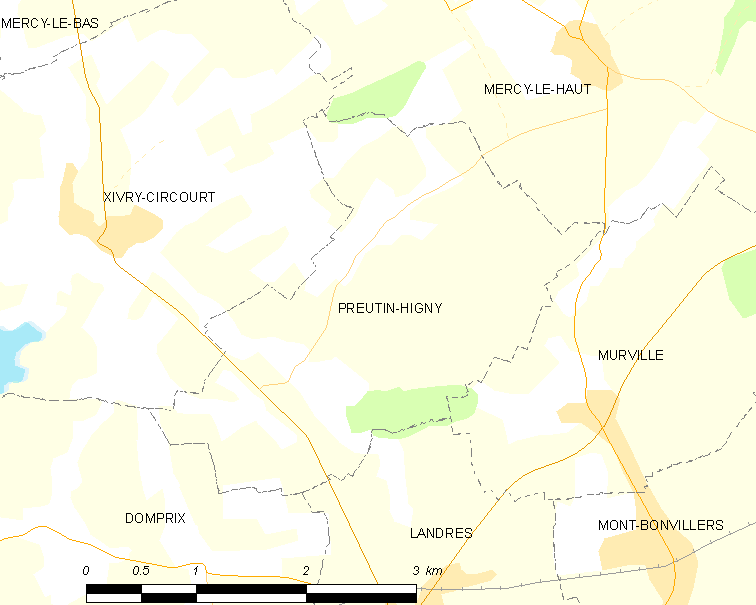
普勒坦-伊尼的OSM定位图

## 行政
普勒坦-伊尼的邮政编码为54490，INSEE市镇编码为54436。

## 政治
普勒坦-伊尼所属的省级选区为布里埃地区县。

## 人口

1962-2008年间普勒坦-伊尼人口变化图示

普勒坦-伊尼于2022年1月1日时的人口数量为159人。